# Емили Осмент
Емили Џордан Осмент (енгл. Emily Jordan Osment; Лос Анђелес, 10. март 1992) америчка је глумица, певачица и текстописац. Рођена и одгојена у Лос Анђелесу, Осментова је почела своју каријеру као дечја глумица, појавивши се у неколико телевизијских серија и филмова, као што је Биба у филму Медвед Биба, пре него што се појавила као Гери Гиглс у филму Деца шпијуни 2: Острво изгубљених снова и Деца шпијуни 3-D: Игра је готова. Затим је тумачила Лили Траскот у серији Хана Монтана и појавила се у дугометражном филму базираном на серији, Хана Монтана: Филм.